# Stazione di Vergato
La stazione di Vergato è una stazione ferroviaria posta sulla linea Bologna-Pistoia. Serve il centro abitato di Vergato, nella città metropolitana di Bologna.

## Storia
Il 28 ottobre 1927 venne attivato l'esercizio a trazione elettrica a corrente alternata trifase; la linea venne convertita alla corrente continua il 13 maggio 1935.
Il 19 novembre 2013 i binari 1 e 3 sono stati soppressi e di conseguenza il binario 2, l'unico attivo al momento, è stato rinominato 1.
Da settembre 2018 è stato costruito un nuovo binario che sorgeva sul precedente binario 3 e quindi e stato rinominato binario 2.

## Movimento
Il servizio passeggeri è costituito dai treni della linea S1 (Porretta Terme-Bologna Centrale-Pianoro) del servizio ferroviario metropolitano di Bologna, cadenzati a frequenza oraria, con rinforzi alla mezz'ora nelle ore di punta.
I treni sono effettuati da Trenitalia Tper nell'ambito del contratto di servizio stipulato con la regione Emilia-Romagna.
A novembre 2019, la stazione risultava frequentata da un traffico giornaliero medio di circa 2083 persone (1121 saliti + 962 discesi).

## Servizi
La stazione è classificata da RFI nella categoria silver.
Dispone di:
- Accesso per disabili
- Bar
- Biglietteria
- Sala d'aspetto
- Distributori automatici snack e bevande